# NGC 3755
NGC 3755 је спирална галаксија у сазвежђу Велики медвед која се налази на NGC листи објеката дубоког неба.
Деклинација објекта је + 36° 24' 37" а ректасцензија 11h 36m 33,2s. Привидна величина (магнитуда) објекта NGC 3755 износи 12,9 а фотографска магнитуда 13,6. Налази се на удаљености од 33,453 милиона парсека од Сунца. NGC 3755 је још познат и под ознакама UGC 6577, MCG 6-26-8, CGCG 186-12, KUG 1133+366B, PGC 35913.